# Valloriate
Valloriate (Valàuria in piemontese e in occitano) è un comune italiano di 93 abitanti della provincia di Cuneo in Piemonte.

## Storia

### Simboli
Lo stemma e il gonfalone sono stati concessi con decreto del presidente della Repubblica del 20 settembre 1973.
Lo stemma è inquartato: nel 1º e nel 4º di rosso, al castagno d'argento; nel 2º e nel 3º d'argento, alla torre di rosso, merlata alla guelfa, fondata in punta. Le torri ricordano l'appartenenza al Marchesato di Saluzzo con l'immagine della torre di avvistamento del XVI secolo, in parte distrutta dai tedeschi; i due castagni rappresentano la principale risorsa economica del paese ovvero castagne e legname.
Il gonfalone è un drappo partito di bianco e di rosso.

## Società

### Evoluzione demografica
Abitanti censiti

## Amministrazione
Di seguito è presentata una tabella relativa alle amministrazioni che si sono succedute in questo comune.
| Periodo        | Periodo        | Primo cittadino  | Partito                          | Carica  | Note  |
| -------------- | -------------- | ---------------- | -------------------------------- | ------- | ----- |
| 7 luglio 1985  | 27 maggio 1990 | Guido Re         | lista civica                     | Sindaco | [ 8 ] |
| 27 maggio 1990 | 24 aprile 1995 | Guido Re         | lista civica                     | Sindaco | [ 8 ] |
| 24 aprile 1995 | 14 giugno 1999 | Giovanni Monaco  | -                                | Sindaco | [ 8 ] |
| 14 giugno 1999 | 14 giugno 2004 | Giovanni Monaco  | lista civica                     | Sindaco | [ 8 ] |
| 14 giugno 2004 | 8 giugno 2009  | Mario Berardengo | lista civica                     | Sindaco | [ 8 ] |
| 8 giugno 2009  | 26 maggio 2014 | Gianluca Monaco  | lista civica                     | Sindaco | [ 8 ] |
| 26 maggio 2014 | 27 maggio 2019 | Gianluca Monaco  | lista civica 'Nsem per Valaouria | Sindaco | [ 8 ] |
| 27 maggio 2019 | 9 giugno 2024  | Gianluca Monaco  | lista civica                     | Sindaco | [ 8 ] |
| 9 giugno 2024  | in carica      | Ivo Bussone      | lista civica                     | Sindaco | [ 8 ] |

### Altre informazioni amministrative
Il comune faceva parte della Comunità montana Valle Stura.